# ごろんぼ波止場
『ごろんぼ波止場』（ごろんぼはとば）は、1964年9月9日から1966年1月26日までTBS系列局で放送されていた朝日放送製作のシチュエーション・コメディ。タイガー魔法瓶工業（現・タイガー魔法瓶）の一社提供。放送時間は毎週水曜 19:00 - 19:30 （日本標準時）。

## 概要
神戸のある港を舞台にした公開コメディで、汽船会社・運輸会社・診療所・売店・食堂などで働く、あるいは出入りする「ごろんぼ」たちを中心とする物語を描いていた。ごろんぼとは「山から切り出したばかりの木」という意味だが、この番組では「荒削りだが将来性のある純粋な若者」という意味で使われていた。
脚本と演出は、同系列局で放送されていた『スチャラカ社員』と『てなもんや三度笠』の脚本と演出をそれぞれ手がけた香川登志緒と澤田隆治が担当していた。これで香川と澤田は、週に3本の上方コメディを手がけていたことになる。また、役者も『スチャラカ社員』や『てなもんや三度笠』との掛け持ち出演者が多かった。

## 出演者
- デカ目の一郎：茶川一郎
- 船長：藤田まこと
- 五十嵐：人見きよし
- ミノル：白木みのる
- 糸井：夢路いとし
- 小石：喜味こいし
- 野川由美子
- 笑福亭松之助
- 浅草四郎
- 岡八郎
- 漫画トリオ
- 平参平
- 横山アウト
- ルーキー新一
- 恵とも子
- ほか

## スタッフ
- 脚本：香川登志緒、山路洋平、竹本浩三
- 演出：澤田隆治

## 主題歌
「だまって俺について来い」
作詞：青島幸男、作曲：萩原哲晶、歌：植木等
オープニングはタイガー魔法瓶のCIから接続するアニメーションとして作られており、船員の姿のトラが波止場で仲間のトラや美女のトラたちとコミカルに会話する内容であった。

## 放送局
以下、特記の無いものは全て放送時間は水曜 19:00 - 19:30、制作局・TBSと同時ネット。
- TBS（制作局）
- 北海道放送[2]
- 岩手放送[3]
- 東北放送[3]
- 新潟放送[4]
- 北日本放送：水曜 18:15 - 18:45[5]
- 北陸放送[5]
- 信越放送[6]
- 静岡放送[7]
- 中部日本放送[5]

- 朝日放送[8]
- 山陰放送[9]
- 山陽放送[10]
- 中国放送[10]
- RKB毎日放送[11]
- 長崎放送[11]
- 熊本放送[11]
- 大分放送[12]
- 宮崎放送[13]
- 南日本放送[13]